# Be Good Johnny
Be Good Johnny è un singolo del gruppo musicale australiano Men at Work, pubblicato nel marzo 1982 come terzo estratto dal primo album in studio Business as Usual.

## Descrizione
La canzone è scritta dal punto di vista di un bambino di nove anni a cui viene costantemente detto di fare il bravo, ma preferisce sognare ad occhi aperti piuttosto che concentrarsi in classe o fare sport. Colin Hay usa la sua voce in modi diversi per imitare i personaggi come Johnny, la madre, il padre e il suo insegnante. Il titolo è un chiaro omaggio a Johnny B. Goode di Chuck Berry.

## Tracce
- 7"

1. Be Good Johnny
2. F-19

## Classifiche
| Classifica (1982/83)          | Posizione massima |
| ----------------------------- | ----------------- |
| Australia                     | 8                 |
| Canada                        | 18                |
| Nuova Zelanda                 | 3                 |
| Stati Uniti (mainstream rock) | 3                 |
| Classifica (1984)             | Posizione massima |
| Regno Unito                   | 78                |